# コメリ
株式会社コメリ（KOMERI Co., Ltd.）は、新潟県新潟市南区に本社を置き、ホームセンターのチェーン店を中心に経営する日本の企業。

## 沿革
- 1952年（昭和27年） - 新潟県三条市に、捧賢一が家業を受け継ぎ「米利商店」を米穀商として創業。「米利」の商号は米屋の「米」と捧家の家名である利右衛門の「利」に由来[3]。
- 1962年 （昭和37年）7月2日 - 資本金300万円で「株式会社米利商店」を設立し、株式会社となる[1]。
  - 翌年よりLPG、灯油の販売を開始。
- 1967年 （昭和42年）7月 - プロパンガス販売の「分水プロパン株式会社」を設立[1]。
- 1973年 （昭和48年）1月 - 商号を「株式会社米利」に変更[1]。
- 1974年 （昭和49年）2月 - 陸上運送事業の「北星産業株式会社」を設立[1]。
- 1977年 （昭和52年）4月 - ホームセンター業界に参入[1]。1号店を三条市に開店（現・ハード＆グリーン三条金物資材館）。
- 1983年 （昭和58年） - 「ハードアンドグリーン」1号店を新潟県新発田市に開店。
- 1984年 （昭和59年） - 三条店をホームセンターを核とした「ショッピングセンター（SC）」業態の「パルス」に変更（後に「パルス」のままホームセンター部分を「パワー」業態に再転換したが、2023年現在は「ハード＆グリーン」にさらに転換されている）。
- 1985年 （昭和60年）
  - 2月 - 燃料および住宅設備器機販売の「株式会社ライフコメリ」を設立[1]。
  - 7月 - 商号を現在の「株式会社コメリ」に変更[1]。
  - 山形県米沢市に県外進出1号店を開店。
- 1986年 （昭和61年） 
  - 長岡市にショッピングセンター「パルス」を開店、SC事業に本格参入。
  - 本店登記を三条市興野二丁目から新潟市米山四丁目（現・中央区）へ移転、配送センターを白根市（現・新潟市南区）に開設。
- 1987年 （昭和62年）10月 - 新潟証券取引所に上場[1]。
- 1994年（平成6年）9月 - 東京証券取引所市場第二部に上場[1]。
- 1996年（平成8年）- 中国遼寧省大連市に進出。事業本部を本社から白根市の流通管理センター隣接地内に移転。
- 1997年（平成9年）9月 - 東京証券取引所市場第一部指定[1]。
- 2000年 （平成12年）3月 - 新潟証券取引所の上場を廃止[1]。
- 2002年（平成14年）- 株式会社キッコリーの全株式を大阪ガスから譲り受ける。
- 2005年（平成17年）9月 - NPO法人 コメリ災害対策センター設立。
- 2006年（平成18年）
  - 4月1日 - キッコリー、ミスタージョンを吸収合併。
  - 総店舗数が全国700店を超える。
  - 11月 - 青森県初出店。
- 2007年（平成19年）1月16日 - 福岡県大牟田市に、自社の物流センター「コメリ九州物流センター」を開設。また、同日に長崎県雲仙市に九州1号店となる、「ハード&グリーン愛野店」を開店。
- 2009年（平成21年）
  - 4月1日 - 子会社のヤマキを吸収合併。
  - 10月1日 - 子会社のアテーナを吸収合併。
- 2010年（平成22年）7月23日 - ハード&グリーン古志店（島根県出雲市）の開店で総店舗数が全国1,000店となる。
- 2025年（令和7年）
  - 6月1日 - QRコード決済[注釈 1]を導入[4]。
  - 和歌山県橋本市に大型物流拠点を新設する予定[5]。

## 店舗
営業中の店舗に関してはコメリドットコムの店舗を参照。

## 店舗形態

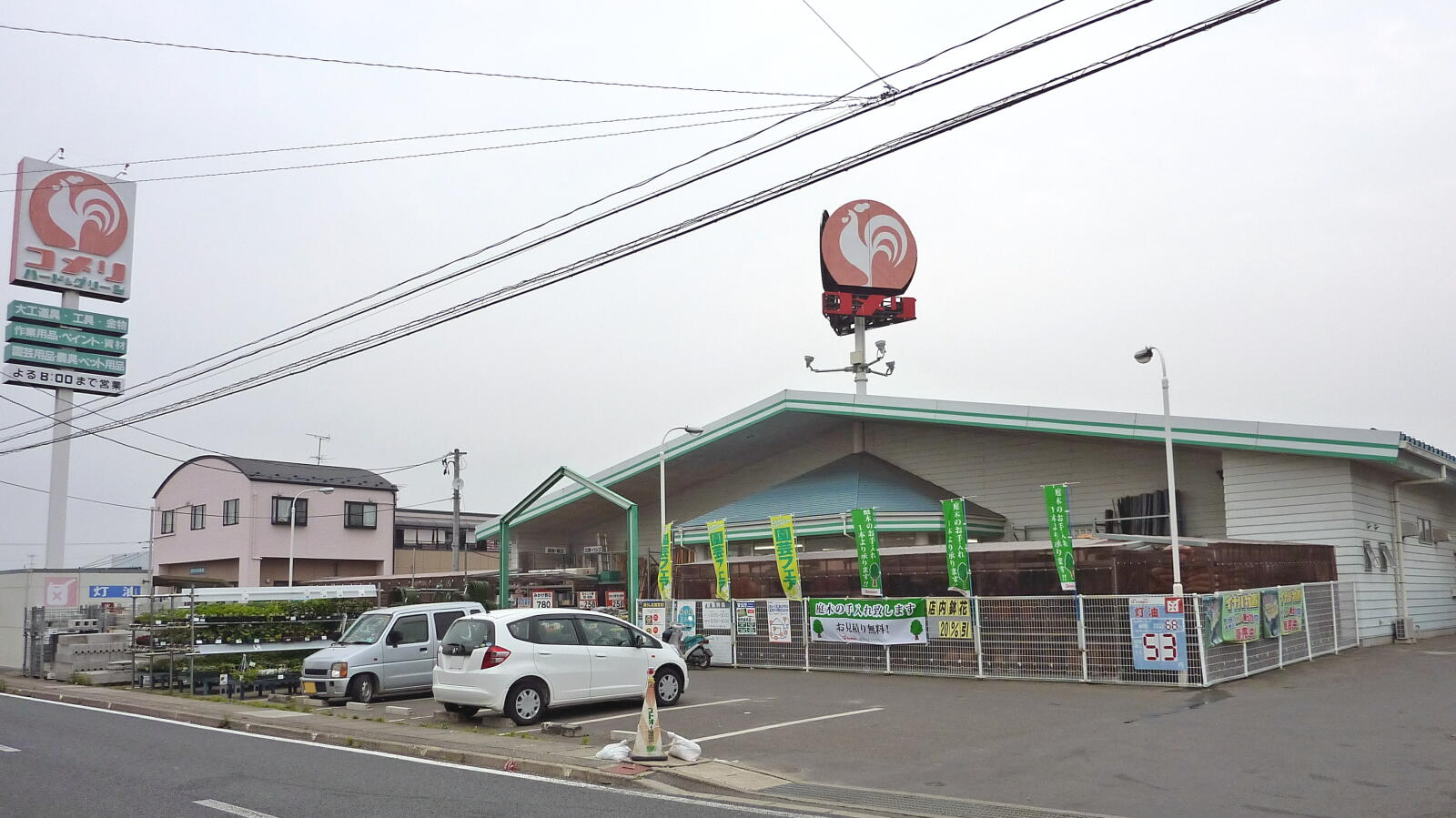
ハードアンドグリーン鹿島店（福島県南相馬市）

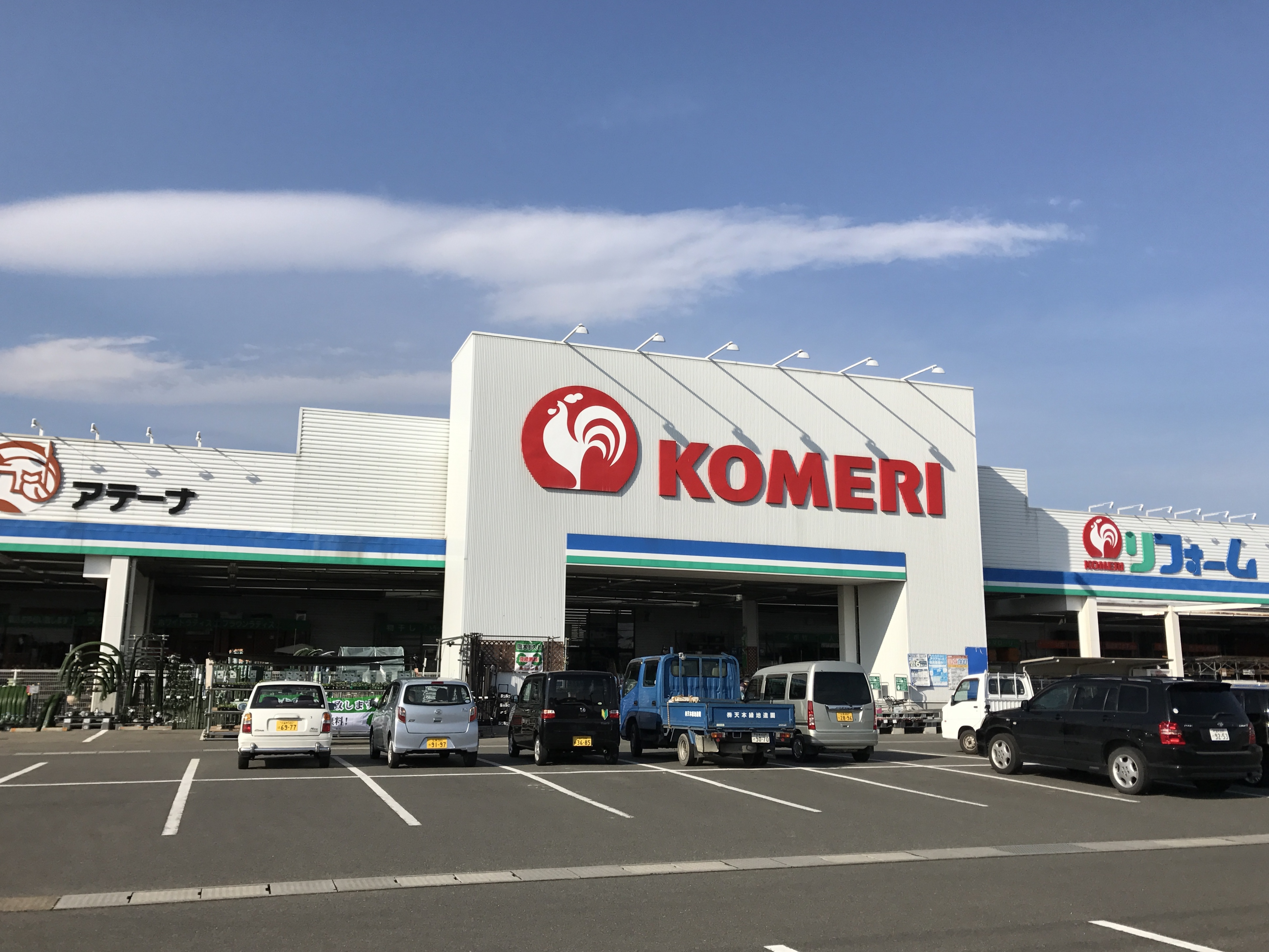
ホームセンターみやき店
（現・ハードアンドグリーンみやき店）
（佐賀県みやき町）

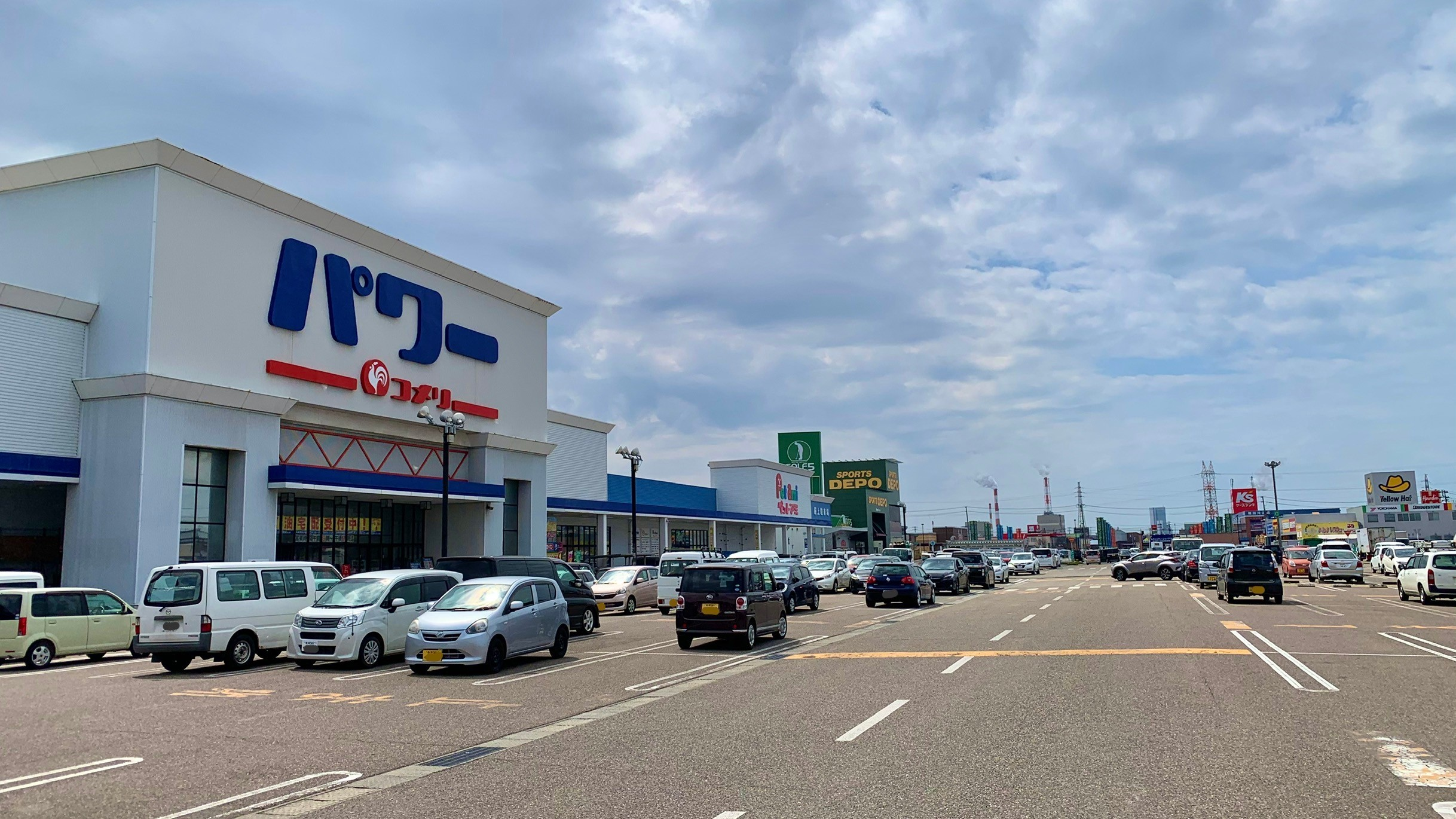
コメリパワー河渡店
（新潟市東区）

2019年4月にブランドの再編が行われ、それまで展開されていた「パワー」「ホームセンター」「ハード&グリーン」「アテーナ」「PRO」の5つの形態のうち「ホームセンター」と「ハード&グリーン」が統合された。
ハードアンドグリーン（H&G）
同社の主力店舗形態。元々は小型店舗のブランドであったが、中型店舗「ホームセンター」の統合により、広く中・小型店舗を包括するブランドとなった。
もともとH&Gであった店舗は、DIY用品と農業用品に特化された、一般的なホームセンターの3分の1程度の売り場面積の小型店舗が多い。
同社は新潟県三条市を出自とするが、三条市は包丁や工具などの金属加工業が盛んである。この形態の店舗では、それらの工場から直接仕入れるくわ・すき・はさみなどの金物と、農業で必要な資材・肥料や農機具などを中心に扱う。農業協同組合の商品販売部門と競合するかたちであるが、農協が業務用の卸売型の商売であるのに対し、H&Gの小型店舗は少量販売や小型農業機械などを扱う小売という違いがある。そのため、小型店舗は都市住民相手の「郊外型」というより、農業従事者相手の「農村型」の性格を持つ。
一方、もともとホームセンターであった中型店舗は、旗艦店として広域商圏の中心地に出店するものが多く、郊外型の要素も持つ。大型スーパーなどと同一の駐車場を持つショッピングセンターの形態をとるものもある。近年は資材館を併設する店舗が増え、農業や建築・土木業者へ対応を広げている。
パワー
約20,000平米の売場面積を持つ大型店形態。
「毎日安いパワープライス」を標榜する（いわゆるEDLP）。
アテーナ
インテリア用品の専門店である。
PRO
資材・建材・工具・金物の専門店である。

## 主なグループ会社

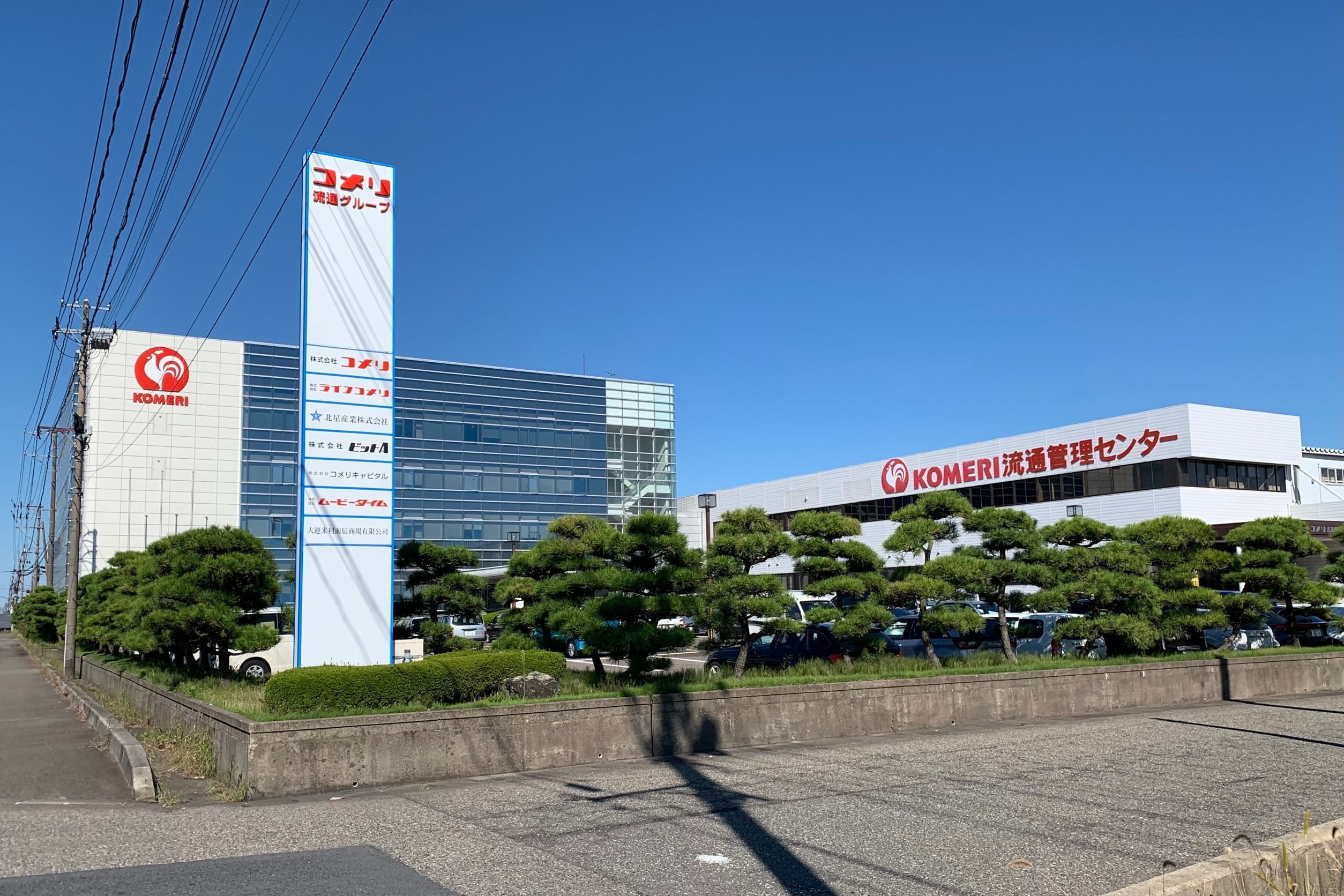
コメリ流通グループ（2021年9月）

- 北星産業株式会社 - コメリの物流管理を行う、コメリ物流センターを運営。
- 株式会社ムービータイム - 書籍・雑誌販売、CD・DVDなどの販売・レンタルを行う「コメリ書房」を運営（後述）。
- 株式会社ライフコメリ - LPG、灯油の販売。
- 株式会社コメリキャピタル（旧・株式会社アクア） - 「コメリカード」の発行等業務。
- 株式会社ビット・エイ - システムインテグレーター。コメリの企業サイトのドメイン名「bit.or.jp」は同社のもの。

合併した会社（合併年）
- ミスタージョン株式会社（2006年）
- 株式会社キッコリー（同上） - 元々は大阪ガスが運営していた。
- 株式会社ヤマキ（2009年）
- 株式会社アテーナ（2010年）

その他
- 雪梁舎美術館 - 新潟市西区の美術館。捧賢一が写真展を開催することもある。

### ムービータイム
株式会社ムービータイム（Movie Time Co.,Ltd.）は、コメリ書房（コメリしょぼう）の名称で書店を運営している企業。
元々は社名と同じく「ムービータイム」の名称でレンタルビデオの複合型店舗を運営していた。
2025年3月時点で新潟県・石川県・三重県に9店舗展開している。このうち三重県の店舗は元々ミスタージョンの子会社が運営していた宮脇書店のフランチャイズ店舗を引き継いだものである。

## テレビ番組
- 日経スペシャル ガイアの夜明け 巨大店の野望 〜ホームセンターが流通を変える〜（2003年9月9日、テレビ東京）[8]
- 日経スペシャル カンブリア宮殿 快適&便利の殿堂!ホームセンターSP 〜魅惑の店と驚き商品作りの舞台裏〜（2018年12月20日、テレビ東京）[9]

## その他
- 創業時の名称が「米利商店」であることもあり、TVCMなどでは「コメリ」が平板に発音（「祭り」「曇り」などと同じ）されることがあるが、頭高型アクセント（「コメリ」と「コ」が高い）で発音する人も多い。特に地元新潟県では頭高型が一般的であり、平板な発音に対して違和感を覚える人もいる。これについてコメリ本社は「社名のアクセントには特に決めはない。」「各地域でいろいろな呼び方があってもいいのでは」とコメントしている[10]。